# Leucochrysa longicornis
Leucochrysa longicornis là một loài côn trùng trong họ Chrysopidae thuộc bộ Neuroptera. Loài này được G. Gray in Cuvier miêu tả năm 1832.